# Giuseppe Candeo
Giuseppe Candeo (Noale, 1859 – 1899) è stato un esploratore italiano.
Insieme ad Enrico Baudi di Vesme raggiunse nel 1891 l'Uebi Scebeli. Nel 1892 visitò Assab, dove cercò di comporre un vocabolario di lingua dancala, i cui risultati furono pubblicati nel Bollettino della Società Africana del 1893.